# مرغ پفی نواری
پفی‌مرغ نواری (نام علمی: Nystalus radiatus) یک گونه از پرندگان خانواده مرغ پفیان از مرغ پفی‌ها، راهبک‌ها و مرغ‌های راهبه است. در پاناما، کلمبیا و اکوادور یافت می‌شود.

## پراکندگی و زیستگاه
پفی‌مرغ نواری از مرکز پاناما تا شمال کلمبیا و از غرب کلمبیا تا غرب اکوادور ساکن است. در سطوح پایین چندین منظره‌های نیمه‌باز از جمله مرزهای جنگل مرطوب و خیس، پوشش گیاهی کنار رودخانه، جنگل پاکسازی‌شده با درختان پراکنده و لبه‌های مسیرهای جنگلی زندگی می‌کند. در اکوادور به‌طور مرتب روی سیم‌ها در مناطق کشاورزی می‌نشیند. در ارتفاع معمولاً تا ۹۰۰ متر (۳٬۰۰۰ فوت) یافت می‌شود اما به صورت محلی در منطقه میندو، اکوادور تا ۱٬۶۷۵ متر (۵٬۴۹۵ فوت) و یک بار در ۱٬۵۵۰ متر (۵٬۰۹۰ فوت) در کلمبیا دیده شده‌است.